# 金坪乡 (巫山县)
金坪乡，是中华人民共和国重庆市巫山县下辖的一个乡镇级行政单位。

## 行政区划
金坪乡下辖以下地区：
大红村、连山村、金坪村、五星村和袁都村。